# Kiran Desai
Kiran Desai (Nuova Delhi, 3 settembre 1971) è una scrittrice indiana, vincitrice del Booker Prize nel 2006 con il romanzo Eredi della sconfitta (The Inheritance of Loss).

## Biografia
Kiran Desai è vissuta in India fino all'età di quattordici anni, quando si è trasferita con la madre, la nota scrittrice Anita Desai, in Inghilterra, dove sono rimaste un anno, prima di stabilirsi negli Stati Uniti. Ha studiato scrittura creativa al Bennington College, alla Hollins University e alla Columbia University.
La sua opera d'esordio, La mia nuova vita sugli alberi (Hullabaloo in the Guava Orchard), pubblicata nel 1998, ha raccolto autorevoli consensi e ha vinto il Betty Trask Award destinato ad un autore del Commonwealth di età inferiore ai 35 anni.
La sua opera seconda, Eredi della sconfitta (The Inheritance of Loss), pubblicata nel 2006, ha vinto il Booker Prize, prestigioso premio per il quale la madre è stata nominata più volte senza vincerlo, e il National Book Critics Circle Award per la narrativa.

## Opere
- La mia nuova vita sugli alberi (Hullabaloo in the Guava Orchard), Milano, Mondadori, 1998 traduzione di Stefania Bertola ISBN 88-04-44442-8.
- Eredi della sconfitta (The Inheritance of Loss, 2006), Milano, Adelphi, 2007 traduzione di Giuseppina Oneto ISBN 978-88-459-2140-7.